# Нижнетроицкий сельсовет
Нижнетро́ицкий сельсове́т — муниципальное образование в Туймазинском районе Башкортостана.
Административный центр — село Нижнетроицкий.

## История
Согласно «Закону о границах, статусе и административных центрах муниципальных образований в Республике Башкортостан» имеет статус сельского поселения.

## Население
| 2002  | 2009  | 2010  | 2012  | 2013  | 2014  | 2015  |
| ----- | ----- | ----- | ----- | ----- | ----- | ----- |
| 3777  | ↗3817 | ↗4008 | ↘3974 | ↘3945 | ↘3927 | ↘3885 |
| 2016  | 2017  | 2018  |       |       |       |       |
| ↘3854 | ↘3805 | ↘3761 |       |       |       |       |

## Состав сельского поселения
| № | Населённый пункт | Тип населённого пункта       | Население |
| - | ---------------- | ---------------------------- | --------- |
| 1 | Нижнетроицкий    | село, административный центр | ↘3555     |

### Упразднённые населённые пункты
- Шумиловский — упразднённый кордон.